# اتفاقات فتح وحماس 2014
اتفاقات فتح وحماس 2014 اتفقت على اتفاقيتي مصالحة متتالية بين فتح وحماس أبرمت في عام 2014. وقع اتفاق غزة في مدينة غزة في 23 أبريل من قبل إسماعيل هنية وممثل لمنظمة التحرير الفلسطينية. كان هدفها الرئيسي المصالحة بين الطرفين وتشكيل حكومة وحدة وطنية في غضون خمسة أسابيع تليها انتخابات عامة في ديسمبر.
في 25 سبتمبر أي بعد حوالي أربعة أشهر من تشكيل حكومة الوحدة الفلسطينية في يونيو 2014 أبرم اتفاق القاهرة في القاهرة بمصر بين هنية والرئيس محمود عباس. حدد مهام ومسؤوليات الحكومة الجديدة. ستضطلع الحكومة بمسؤولياتها في قطاع غزة والعمل على إعادة تفعيل المجلس التشريعي الفلسطيني وتنفيذ وثيقة التوفيق الوطنية لعام 2006 ووثيقة المصالحة الوطنية المؤرخة 5 أبريل 2011.

## 1 أبريل 2014 اتفاق غزة
وقع اتفاق غزة في مدينة غزة في 23 أبريل 2014 من قبل إسماعيل هنية رئيس وزراء حماس ووفد كبير من منظمة التحرير الفلسطينية أرسله الرئيس الفلسطيني محمود عباس. كانت أغراضها الرئيسية هي المصالحة بين الطرفين وتشكيل حكومة وحدة وطنية في غضون خمسة أسابيع تليها انتخابات عامة في ديسمبر.

### ردود الفعل
وصف مصطفى البرغوثي الأمين العام للمبادرة الوطنية الفلسطينية الذي شارك في المفاوضات الاتفاق بأنه «إنهاء للانقسام بين الشعب الفلسطيني».
ردت إسرائيل بغضب. أعلنت الحكومة أنها ستوقف محادثات السلام مع الفلسطينيين. كما أعلنت إسرائيل عقوبات جديدة بما في ذلك خطة إسرائيلية تم الإعلان عنها من قبل من جانب واحد لخصم الديون الفلسطينية للشركات الإسرائيلية من الإيرادات الضريبية التي تجمعها إسرائيل للسلطة الفلسطينية في مخالفة لاتفاقات أوسلو.
اتهم بنيامين نتانياهو عباس بتخريب جهود السلام. قال إن عباس لا يمكن أن يكون السلام مع كل من حماس وإسرائيل ويجب أن تختار. قال عباس إن الصفقة لا تتعارض مع التزامها بالسلام مع إسرائيل على أساس حل الدولتين وأكدت للصحفيين أن أي حكومة وحدة ستعترف بإسرائيل وأن تكون غير عنيفة وأن تكون ملزمة باتفاقيات منظمة التحرير الفلسطينية السابقة.
من الناحية السياسية ذكر بعض المعلقين الإسرائيليين أن المشهد السياسي لإسرائيل قد ينتقل إلى اليمين ويوجه المزيد من التشكك في عملية السلام نتيجة لاتفاق فتح وحماس.
أعربت الولايات المتحدة عن انزعاجها من الإعلان الذي «يمكن أن يعقد بشكل خطير» المفاوضات لتوسيع مفاوضات السلام ويمكن أن تترتب عليها آثار في جملة أمور فيما يتعلق بالمساعدات.
رحب الاتحاد الأوروبي بالاتفاق لكنه قال إن الأولوية تبقى محادثات سلام مع إسرائيل.

## مؤامرة الضفة الغربية
خلال الصراع بين إسرائيل وغزة في عام 2014 كشف الشين بيت عن مؤامرة مزعومة من قبل حماس لرفض حكم فتح في الضفة الغربية. سيتحقق ذلك بنشر خلايا حماس حول الضفة الغربية للتحريض على الانتفاضة الثالثة وتطويق قوات السلطة الوطنية الفلسطينية. تم اعتقال أكثر من 90 شخصا. قال الرئيس عباس أن هذه المؤامرة «تشكل تهديدا خطيرا لوحدة الشعب الفلسطيني ومستقبله».

## 3 سبتمبر 2014 اتفاقية القاهرة
في 25 سبتمبر 2014 أي بعد حوالي أربعة أشهر من تشكيل حكومة الوحدة الفلسطينية في يونيو 2014 أبرم اتفاق القاهرة بين هنية وعباس. ستضطلع حكومة الوحدة بمسؤولياتها في قطاع غزة وتسمح للسلطة الفلسطينية بالسيطرة على المعابر الحدودية. علاوة على ذلك ستعمل على رفع الحصار وإعادة إعمار قطاع غزة وعقد مؤتمر للمانحين وإعادة تفعيل المجلس التشريعي الفلسطيني وتنفيذ وثيقة التوفيق الوطنية لعام 2006 ووثيقة المصالحة الوطنية المؤرخة 5 أبريل 2011.